# Bobbie (Ernst, Bobbie en de rest)

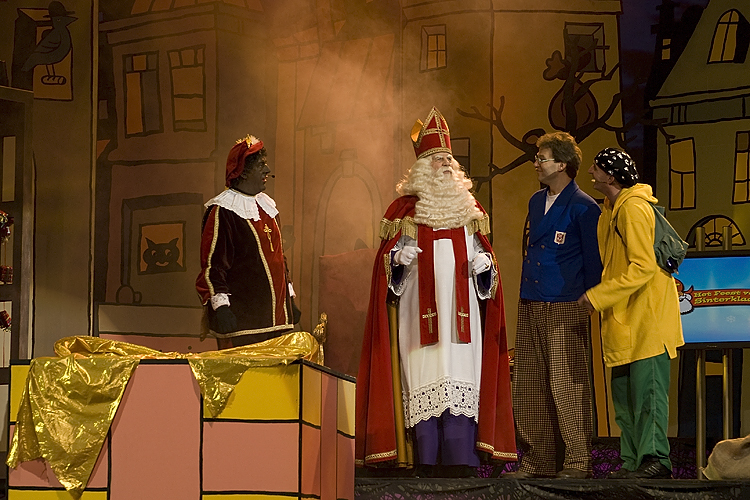
Bobbie (rechts) en Ernst tijdens Het Feest van Sinterklaas

Bobbie is een van de twee hoofdpersonages uit Ernst, Bobbie en de rest. Bobbie wordt gespeeld door Gert-Jan van den Ende.
Bobbie wordt vaak gezien met zijn vriend Ernst. In tegenstelling tot Ernst is Bobbie erg slordig en maakt hij allemaal grappen. Hij kent ook veel moppen. Als de 'boink' afgaat moet Ernst het twee keer tegen hem zeggen, want als Ernst het voor de eerste keer zegt luistert hij niet of maakt hij grappen. In de wat nieuwere afleveringen heeft Bobbie het wel meestal meteen door als de boink afgaat.
Bobbie heeft een lange, gele hoodie aan met de rits open. Daaronder draagt hij een rood T-shirt. Verder heeft hij een zwarte muts op met witte afdrukken van een hondenpoot erop en hij draagt ook een groene broek.
Bobbie presenteerde samen met Ernst ook Het Feest van Sinterklaas.